# Nièvre (departement)
Nièvre (58) is een Frans departement in het zuidwesten van de regio Bourgogne-Franche-Comté. Het departement is genoemd naar de gelijknamige rivier die er ontspringt.

## Geschiedenis

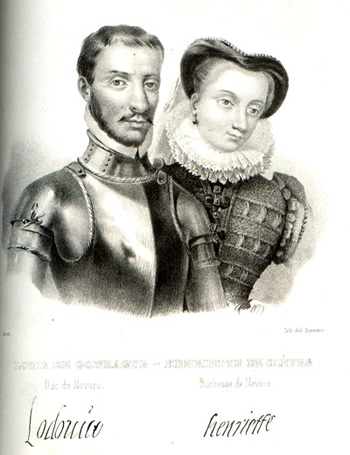
Ludovico Gonzaga en Henriëtte van Nevers in een lithografie uit de 19e eeuw.

Het departement is een van de 83 departementen die werden gecreëerd tijdens de Franse Revolutie, op 4 maart 1790 door uitvoering van de wet van 22 december 1789. Het departement omvat in grote lijnen de pre-revolutionaire provincie Nivernais.
In de oudheid werd het gebied bewoond door de Gallische stammen Bituriges, Senones en Aedui. De laatsten hadden hun hoofdstad in Bibracte, gelegen in de Morvan (Saône-et-Loire). Nièvre toont nog vele sporen uit de Gallo-Romeinse tijd. In 52 v.Chr. stond de stad Nervinum van de Aedui - het huidige Nevers - aan de oorsprong van de Gallische revolte tegen Caesar. In de 2e eeuw werd Nièvre bekeerd tot het christendom.
Hoewel de Bourgondiërs reeds in de 4e eeuw aan de Rhône hun koninkrijk stichtten, kwam Nièvre pas in een laat stadium binnen hun invloedssfeer. In de 6e eeuw werd het bisdom Nevers gesticht, en daarna in de 9e eeuw het graafschap Nevers. Het kwam achtereenvolgens in bezit van de invloedrijke families Courtenay, Chatillon, Flandre en Bourgogne. In 1505 kwam het graafschap in bezit van de familie Van Kleef, die het in 1538 omvormde tot een hertogdom.

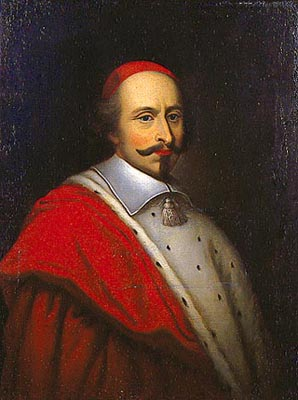
Kardinaal Mazarin verwierf de Nivernais in 1659.

 In 1561 volgde Frans II van Nevers als oudste zoon van Frans I van Nevers zijn vader als hertog op. Frans stierf echter kinderloos in 1562, waarna zijn broer Jacobus van Nevers hem opvolgde. Nadat in 1564 ook Jacobus zonder erfgenamen overleed, volgde zijn oudste zuster Henriëtte van Nevers hem als hertogin op. In 1565 huwde Henriëtte Ludovico Gonzaga van het Italiaanse huis Gonzaga, waardoor deze hertog van Nevers werd. In 1595 werd hun zoon Karel bij de dood van zijn vader de opvolger. In de Mantuaanse Successieoorlog (1628-1631) werd hij tevens hertog van Mantua en markgraaf van Monferrato, waarmee hij de lijn Gonzaga-Nevers vestigde. Bij Karels dood in 1637 werd zijn kleinzoon Karel II van Mantua op 8-jarige leeftijd hertog van Nevers. Tot 1647 regeerde hij onder regentschap van zijn moeder Maria Gonzaga.
Door geldproblemen moest Karel het hertogdom Nevers in 1659 aan kardinaal Mazarin verkopen, waarmee het onderdeel van Frankrijk werd. In 1661 stond Mazarin het hertogdom Nevers af aan zijn neef Philippe, telg van de invloedrijke Romeinse adellijke familie Mancini. In 1707 werd hij opgevolgd door zijn zoon François Mancini. Deze werd op zijn beurt in 1768 opgevolgd door zijn zoon Louis-Jules Mancini als 3e en laatste hertog van Nevers. De Franse Revolutie maakte een einde aan het bezit van de Nivernais door de familie Mancini.

## Geografie
Nièvre is omgeven door de departementen Yonne, Côte-d'Or, Saône-et-Loire, Allier, Cher en Loiret.
Het departement bestaat uit verschillende natuurlijke regio's. De westelijke grens wordt gevormd door het brede Loiredal, waar zich ter hoogte van Nevers de Allier bij de Loire voegt. In het noordwesten liggen de vochtige plateaus van de Puisaye, rijk aan meren en bossen. Het centrum van het departement wordt gevormd door de kalkheuvels van de Nivernais. Deze Collines du Nivernais worden gekenmerkt door een grootvlakkige afwisseling van landbouwgrond en loofbossen, zoals de uitgestrekte eikenbossen van het Forêt des Bertranges. In het oosten ligt het met gemengd bos begroeide massief van de Morvan. De glooiende Bazois is gesitueerd op de zuidwestelijke uitlopers van de Morvan. Parallel aan de rivieren Aron en Yonne loopt van zuid naar noord het Canal du Nivernais.

## Bestuur en politiek

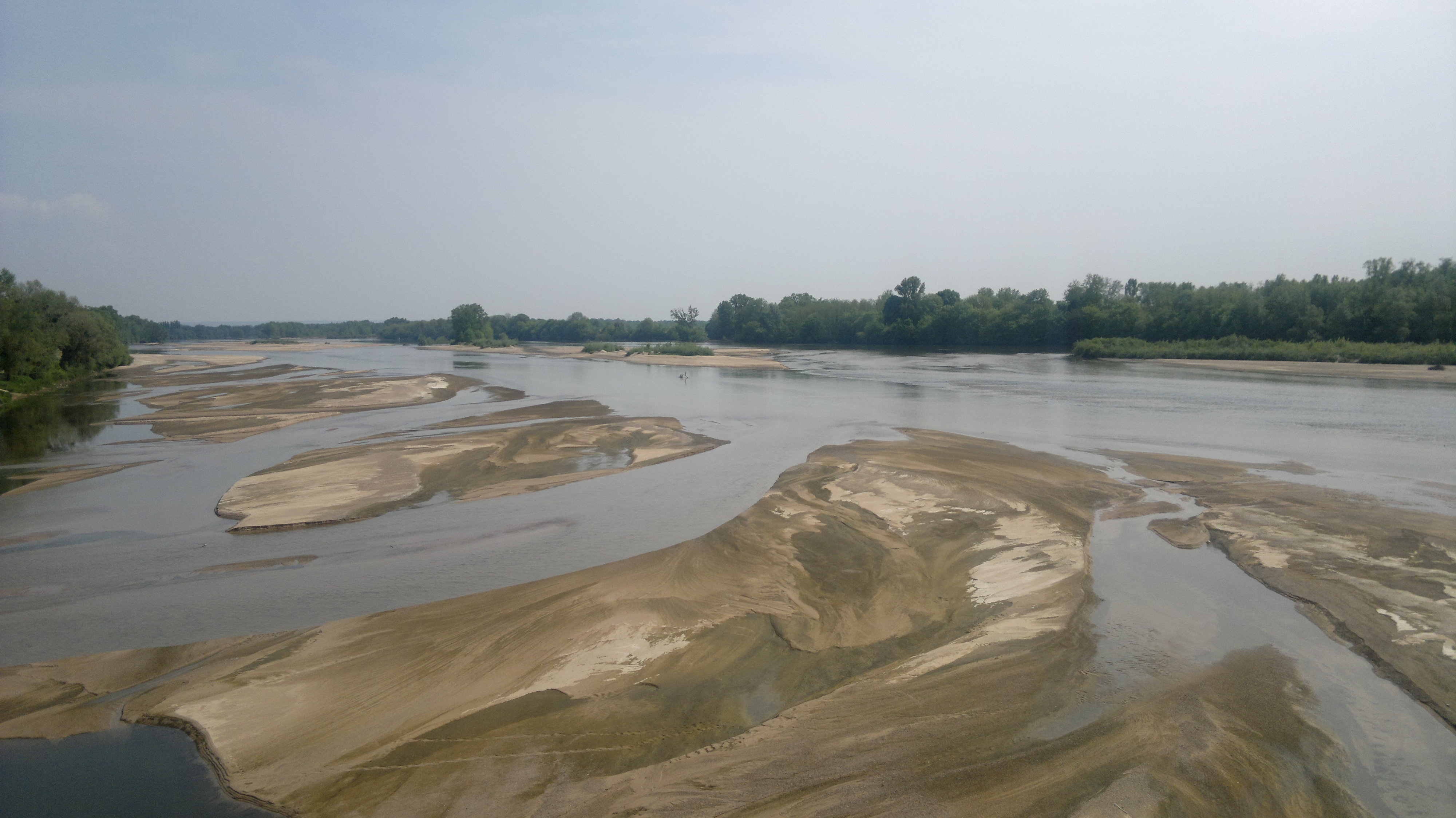
Nièvre wordt in het westen begrensd door het brede dal van de Loire.

De hoofdstad van Nièvre is Nevers. Het departement is opgedeeld in 32 kantons, die op hun beurt weer bestaan uit 312 gemeenten. Nièvre bestaat uit de vier arrondissementen:
- Château-Chinon (Ville)
- Clamecy
- Nevers
- Cosne-Cours-sur-Loire

Nièvre is traditioneel een politiek links departement. Dit komt tot uiting in de 2e rondes van de presidentsverkiezingen, waarbij de kandidaten van links consistent winnen tegen de kandidaten van rechts. François Mitterrand startte zijn politieke carrière in de Vijfde Republiek als burgemeester van Château-Chinon (1959-1981) en senator voor Nièvre (1959-1962).

## Landbouw

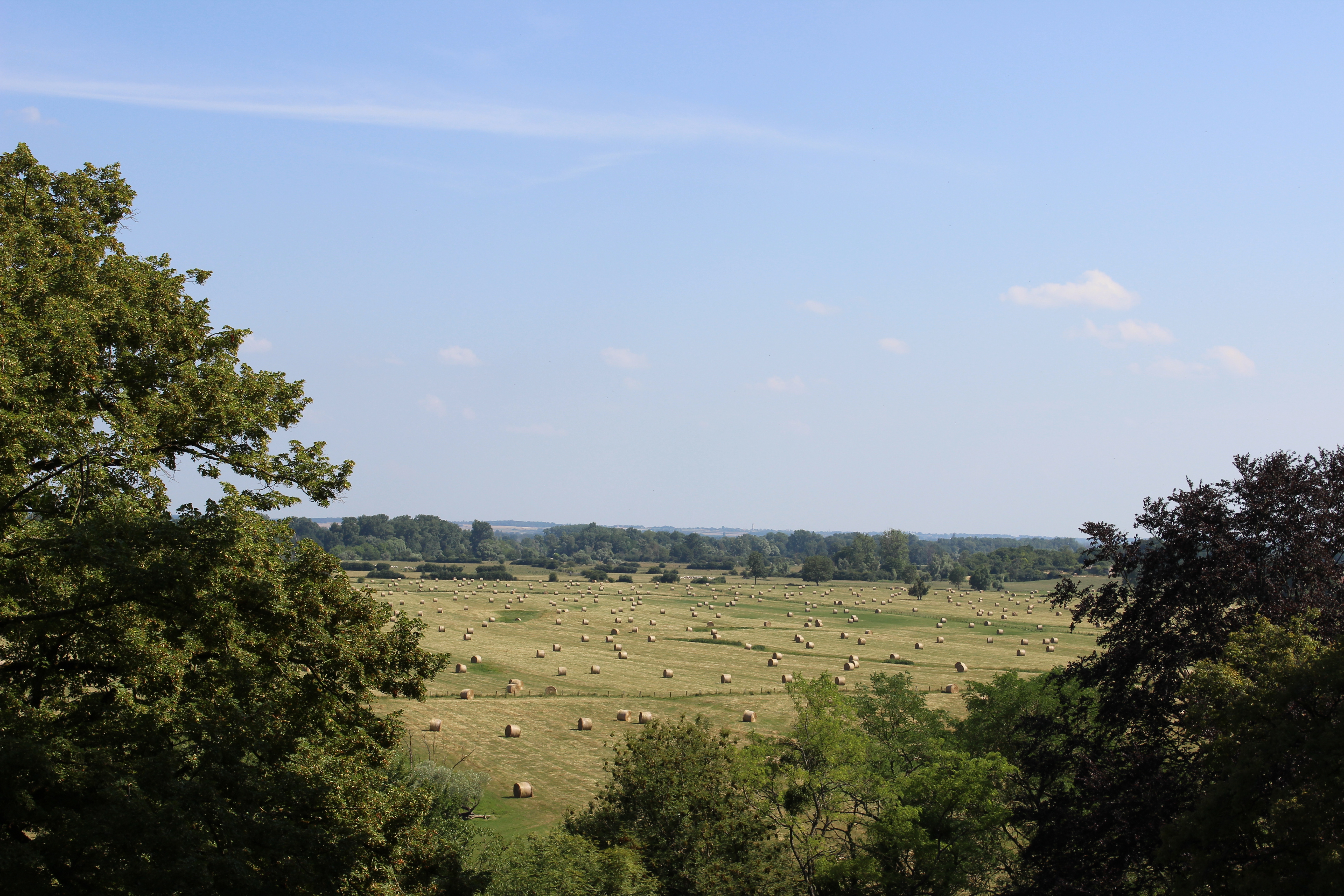
Het zuiden tussen Loire en Allier is relatief vlak en heeft een uitgesproken agrarisch karakter.

De rundveehouderij (vooral Charolais-runderen voor vlees) is de belangrijkste tak van landbouw in Nièvre.
De belangrijkste wijngaarden in Nièvre bevinden zich in het Loiredal rond Pouilly-sur-Loire, Tracy-sur-Loire, Boisgibault en Saint-Andelain. Op zo'n 1200 ha worden witte Sauvignon-druiven aangebouwd, waaruit de Pouilly-Fumé geproduceerd wordt. De geschiktheid voor wijnbouw baseert zowel op bodem als op klimaat. De Sauvignon-druiven groeien op een mergelbodem. Het gebied kent een semi-continentaal klimaat met een lichte invloed van de Atlantische Oceaan. De temperaturen worden gekenmerkt door een relatief korte, hete zomer en een lange, koude winter. Vorst kan in de lente problemen veroorzaken. Kleinere wijnbouwgebieden bevinden zich nog rond Cosne-Cours-sur-Loire (Côteaux du Giennois) en Tannay (Côteaux de Tannay).
Nièvre is rijk aan bossen, waardoor de bosbouw een relatief belangrijke rol speelt. Het grote voorkomen aan hout en water leidde door de eeuwen tot de vestiging van diverse hout-gerelateerde industrieën in het westen van de Nièvre, zoals de Koninklijke Smederijen van Guérigny en de productie van houtskool in Prémery.

## Demografie

Kaart van Nièvre

De inwoners van Nièvre heten Nivernais. De bevolking is voornamelijk geconcentreerd in het westen en zuidwesten van het departement. Met een bevolkingsdichtheid van 31 inwoners per km² behoort Nièvre tot de dunner bevolkte delen van Frankrijk. Met uitzondering van de periode 1954-1968 neemt de bevolking van Nièvre sinds het einde van de 19e eeuw langzaam maar gestaag af. Daarmee sluit het departement zich aan bij een algemene demografische ontwikkeling van verstedelijking. Sinds ongeveer 2005 vertraagt echter de bevolkingsafname.

### Demografische evolutie sinds 1962
| Naam       | Index 1962 | Index 1968 | Index 1975 | Index 1982 | Index 1990 | Index 1999 | Index 2008 | Index 2019 |
| ---------- | ---------- | ---------- | ---------- | ---------- | ---------- | ---------- | ---------- | ---------- |
| Nièvre     | 100,0      | 100,7      | 99,7       | 97,4       | 94,9       | 91,6       | 89,7       | 83,1       |
| Frankrijk* | 100,0      | 107,1      | 113,3      | 117,0      | 121,9      | 126,0      | 133,8      | 140,1      |

| Naam       | Inw./Km² 1962 | Inw./km² 1968 | Inw./km² 1975 | Inw./km² 1982 | Inw./km² 1990 | Inw./km² 1999 | Inw./km² 2008 | Inw./km² 2019 |
| ---------- | ------------- | ------------- | ------------- | ------------- | ------------- | ------------- | ------------- | ------------- |
| Nièvre     | 36,1          | 36,3          | 36,0          | 35,2          | 34,2          | 33,0          | 32,4          | 30,0          |
| Frankrijk* | 84,2          | 90,1          | 95,4          | 98,5          | 102,7         | 106,1         | 112,7         | 119,7         |

Frankrijk* = exclusief overzeese gebieden
Bron: Recensement Populaire INSEE - 1962 tot 1999 population sans doubles comptes, nadien Population Municipale
Op 1 januari 2022 had Nièvre 202.299 inwoners.

### De 10 grootste gemeenten in het departement
| #  | Gemeente              | Aantal inwoners (2022) |
| -- | --------------------- | ---------------------- |
| 1  | Nevers                | 33.172                 |
| 2  | Cosne-Cours-sur-Loire | 9.786                  |
| 3  | Varennes-Vauzelles    | 9.166                  |
| 4  | Decize                | 5.025                  |
| 5  | La Charité-sur-Loire  | 4.701                  |
| 6  | Fourchambault         | 4.019                  |
| 7  | Coulanges-lès-Nevers  | 3.678                  |
| 8  | Garchizy              | 3.666                  |
| 9  | Marzy                 | 3.650                  |
| 10 | Clamecy               | 3.597                  |